# 亅部
亅部（けつぶ）は、漢字を部首により分類したグループの一つ。

## 概要
「亅」を意符とする字は少なく、「亅部」には「予」や「事」のように筆画として「亅」を含む字が収録されている。筆画としては鉤（コウ、かぎ）であり、永字八法では趯（テキ）と呼ばれる。
現代の中国の簡体字の部首分類法では、亅部は削除されており、「亅」は「丨」（ぼう、たてぼう）または「乛」の附形部首（変形部首）とされている。

## 主な字書での配列
- 説文解字540部：454番目（巻十二下、12番目）
- 五経文字160部：なし
- 龍龕手鑑242部：なし
- 四声篇海444部：39番目（巻二、39番目）
- 康熙字典214部：6番目（1画、6番目）

## 通称
- 日本：はねぼう、かぎ
- 中国：竪鈎
- 韓国：갈고리궐부（galgori gwol bu、鉤の亅部）
- 英米：Radical Hook

## 部首字
亅

### 字音
- 中古漢語
  - 広韻 - 其月切
  - 詩韻 - 月韻、入声
  - 三十六字母 - 群母
- 現代漢語
  - 普通話 - ピンイン：jué 注音：ㄐㄩㄝˊ ウェード式：chüeh2
  - 広東語 - Jyutping:kyut3
- 日本語 - 音：ケツ
- 朝鮮語 - 音：궐(gwol) / 訓：갈고리（galgori、鉤）

### 字義・字体
『説文解字』に収録され、鉤が逆さまになった形に象ると解説されているものの、用例はない。字音は「橛」に通ずる。

## 例字
- 𠄎・了・予・𠄔・𠄕・事・𠄙

常用漢字
- 争（爭→爪部4）

### 最大画数
𠄝